# Frauenberg (Bayern)
Der Frauenberg ist ein 728 Meter hoher Berg im Bayerischen Wald im Südwesten der Stadt Grafenau.
Trotz seiner geringen Höhe ist er eine ziemlich markante Erhebung, da er sich durch die kegelartige Form von den meist kuppenartigen Bergen des Bayerischen Waldes abhebt. Die Kleine Ohe (Grafenauer Ohe) durchbricht hier in der Elsenthaler Leite den Pfahl. An seinen flacheren nördlichen und östlichen Hängen überwiegt die Fichte, während die zur Kleinen Ohe abfallenden Steilhänge im Westen und Süden von Laubwäldern beherrscht werden. In diesem Bereich, wo Rotbuche, Bergahorn und Sommerlinde dominieren, befindet sich in einer Höhenlage von 460 bis 650 Metern das 1978 ausgewiesene 19,5 ha große Naturwaldreservat Frauenberg.
Von Grafenau aus führt ein Weg an Kreuzwegstationen vorbei zur Wallfahrtskapelle Brudersbrunn. Sie liegt mitten im Wald nördlich des Gipfels. Die Kapelle wurde an der Stelle einer 1803 zerstörten Vorgängerin im Jahr 1842 erbaut, 1952 kam eine Gedächtniskapelle dazu. Das barocke Gnadenbild aus dem Jahr 1704 wurde 1969 zusammen mit Votivbildern und Engelsleuchtern gestohlen. Danach gelangt man zum Aussichtsstein, der eine Fernsicht nach Süden bietet.